# Заболотний Іван Петрович
Іван Петрович Заболотний (нар. 12 червня 1949, с. Чернацьке, Серединобудського району Сумської області) — український хоровий диригент, педагог, професор, Заслужений діяч мистецтв України (1999).

## Життєпис
Іван Петрович Заболотний народився 12 червня 1949 року в селі Чернацьке Серединобудського району Сумської області. В 1976 році закінчив Сумське музичне училище. У 1983 році закінчив Харківський національний університет мистецтв імені Івана Котляревського (клас В. Ходька). Заболотний І. П. працював у Сумському педагогічному університеті. Зі студентською хоровою капелою є Лауреатами трьох всеукраїнських хорових конкурсів імені м. Леонтовича (1997, 2002, 2006рр). В 2010, 2011, 2013 рр. є лауреатами трьох всеукраїнських фестивалів хорового мистецтва. В 1998 р. — лауреати міжнародного фестивалю у Львові, в 2000 році — лауреати міжнародного фестивалю в Ландголлен (Велика Британія). Лауреат низки всеукраїнських і міжнародних конкурсів та фестивалів. Має понад 35 наукових публікацій. Основні фахові курси: хорознавство, хорове диригування, хоровий клас.

## Трудовий шлях
1976—1983 рр. Іван Петрович Заболотний керував хоровою капелою Палацу культури шосткинського ВО «Свема» (Сумська область), яка стала лауреатом першого Всесоюзного фестивалю (Суми, 1977). Після закінчення Харківського інституту мистецтв в 1983 році влаштувався працювати в Сумський педагогічний університет.
З 1983 року перебував на різних посадах. Від 1993 — завідувач кафедри методики музичного виховання, співів та хорового диригування. Від 2000 року до 2006 року — декан музично-педагогічного факультету. Від 1983 — Іван Петрович Заболотний керував хоровою капелою Університету. Капела виконувала твори вітчизняної і світової класики, українські народні пісні та пісні народів світу).

## Досягнення
У 1993 році Івану Петровичу присвоєно вчене звання доцент, у 2007 році — звання професора. В 1999 році присвоєне почесне звання «Заслужений діяч мистецтв України». Нагороджений знаком «Відмінник освіти України». Має відзнаки «За заслуги перед університетом», «За заслуги перед містом» (м. Суми) ІІІ ступеню, «За заслуги в аматорському мистецтві»

## Дослідження
- Заболотний, І. П. Педагогічна проблема розвитку творчої індивідуальності вчителя музичного мистецтва // Теорія та методика навчання суспільних дисциплін: науково-педагогічний журнал / — [Суми ]: СумДПУ ім. А. С. Макаренка, 2013. — № 2. — С. 86–89.
- Заболотний, І. П. Специфічні особливості музичного мислення студента-хормейстера у диригентсько-хоровій діяльності // Мистецька освіта в контексті європейської інтеграції: інтеркультурний вимір: матеріали III Міжнародної наукової конференції «Теоретичні та методичні засади розвитку мистецької освіти в контексті європейської інтеграції» — Суми : [СумДПУ ім. А. С. Макаренка], 2013. — С. 50–51.
- Хрестоматія «Основи диригентської майстерності». — Суми: СумДПУ ім. А. С. Макаренка, 2013. — 310 с. : іл.
- Міжпредметні зв'язки фахової підготовки вчителя музики: навчально-методичний посібник / Л. А. Бірюкова, Л. А. Булатова, О. В. Єременко, І. П. Заболотний, Є. В. Карпенко, Н. В. Стефіна, М. І. Фалько, Н. А. Фоломєєва ; — Суми : [Видавництво СумДПУ ім. А. С. Макаренка], 2012. — 154 с.
- Міжпредметні зв'язки фахової підготовки вчителя музичного мистецтва: навч.-метод. посібник для викладачів вищ. навч. закладів мистецької освіти, магістрантів, студентів, учителів музичного мистецтва / — Суми : Видавництво СумДПУ ім. А. С. Макаренка, 2012. — 205 с.
- Заболотний, І. П. Фізіологічна природа звукоутворення / І. П. Заболотний // Матеріали наукової конференції: за підсумками науково-дослідної і науково-методичної роботи кафедр Сумського держ. пед. ун-ту ім. А. С. Макаренка у 2011 р. / [редколегія: Н. І. Кириленко, О. В. Багацька, В. С. Бугрій та ін.]. — Суми : Вид-во СумДПУ ім. А. С. Макаренка, 2012. — С. 127—128.
- Заболотний, І. П. Вокальна робота у хорі / І. П. Заболотний [редкол.: М. К. Дмитренко, О. В. Михайличенко, Г. Ю. Ніколаї та ін.]. — Суми : [Вінніченко М. Д.], [2011]. — С. 67–71.
- Заболотний, І. Технологія роботи над музичним твором у хоровому класі / І. Заболотний // Теоретичні питання культури, освіти та виховання: збірник наукових праць / за заг. ред. М. Б. Євтуха ; уклад. О. В. Михайличенко. — К. : Вид. центр КНЛУ, 2008. — Вип. 35. — С. 84–88.
- Заболотний, І. П. Диригентські етюди: навч. посіб. для студ. вищ. пед. навч. закл. / І. П. Заболотний, Є. В. Карпенко. — Суми : ВВП «Мрія» ТОВ, 2007. — 90с.
- Заболотний, І. П. Психолого-педагогічні засади керівництва хором.- редкол.: Н. І. Кириленко, О. В. Багацька, А. В. Гончаренко та ін. — Суми: СумДПУ ім. А. С. Макаренка, 2007.
- Заболотний, І. П. Основи хорознавства: навч. посібник для студ. вищ. навч. закладів — Суми : ВВП «Мрія-1» ТОВ, 2006. — 179 с.
- Заболотний, І. П. Пріоритети сучасної освіти та стратегія її розвитку.- м. Суми / редкол.: В. В. Бугаєнко, О. Г. Козлова (голова), М. О. Лазарєв та ін. — Суми : ВТД «Університетська книга», 2006. — С. 202—204.
- Заболотний, І. П. Стильові аспекти виконавського репертуару // Педагогічні науки: збірник наукових праць. — Суми, 2001. — С.54–58.
- Заболотний, І. П. Основи естрадного аранжування : навч. посібник / І. П. Заболотний, О. І. Ігнатовська, Є. В. Карпенко. — Суми, 2023. — 186 с. : нот.